# Strandbal

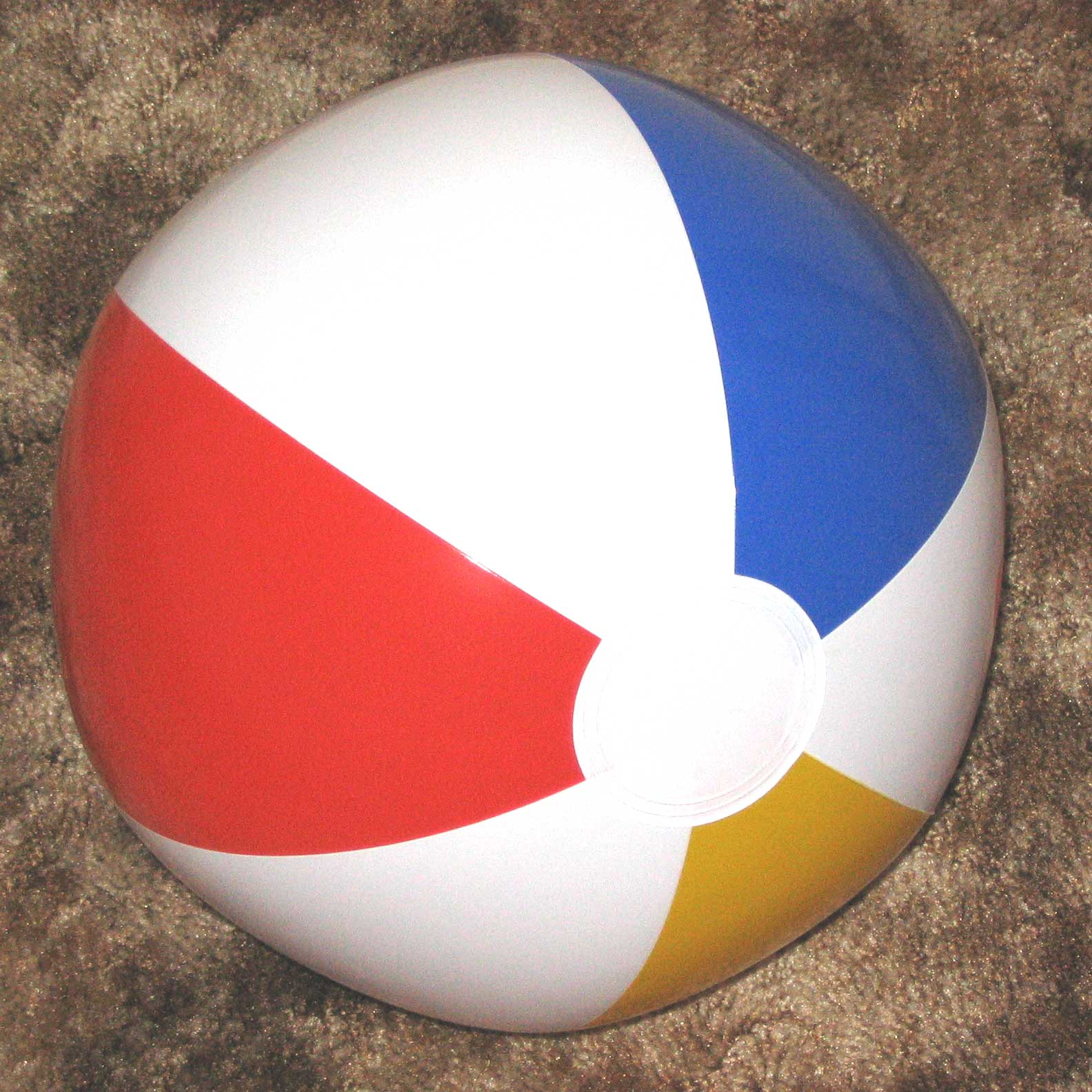
Een strandbal

Een strandbal is een grote opblaasbare bal die gebruikt wordt in diverse recreatieve spelen en activiteiten, oorspronkelijk bedoeld voor op het strand.
De strandbal is uitgevonden door Jonathon DeLonge in 1938 in Californië. Door de grootte en het lage gewicht van de strandbal is deze ideaal voor allerlei weinig vermoeiende spelletjes op hete dagen. Een nadeel is dat de bal snel van koers wijzigt bij een windvlaagje en moeilijk te sturen is (bijvoorbeeld bij volleybal-achtige spelletjes).
Strandballen zijn er in verschillende maten en ontwerpen. Het bekendste is de wat grotere strandbal met afwisselend gekleurde en witte strepen. Veel bedrijven zien in de strandbal een handig hulpmiddel voor reclame.